# La Casa Alvarado
La Casa Alvarado, también conocida como Alvarado Adobe, es una casa histórica de adobe construida en 1840 y ubicada en Old Settlers Lane en Pomona (California), Estados Unidos. Fue declarado monumento histórico en 1954 y agregado al Registro Nacional de Lugares Históricos en 1978.

## Historia
Está ubicada en un terreno de 22 000 acres (8900 ha) del Rancho San José, otorgado a Ygnacio Palomares y Ricardo Vejas en 1837. En 1840, Palomares invitó a su amigo cercano, Ygnacio Alvarado, a vivir en el rancho y le dio un terreno cerca de la propia casa de Palomares, La casa Primera de Rancho San José. El terreno fue entregado a Alvarado con la estipulación de que este construiría una capilla para ser utilizada para los servicios de la iglesia cuando los padres visitaran la Misión San Gabriel Arcángel. La gran sala de estar de 18 pies (5,5 m) por 42 pies (13 m) de la casa Alvarado se usó para servicios religiosos durante 45 años. La sala de estar de adobe de los Alvarado también fue el sitio de las primeras clases de escuelas públicas en el valle de Pomona, a partir de 1870 o 1871.
Durante más de 120 años, solo tuvo tres dueños. Permaneció en la familia Alvardo desde 1840 hasta 1886, cuando fue comprado y ocupado por el Dr. Benjamin S. Nichols y su familia. Antes de 1900, el doctor Nichols agregó estructuras de madera roja a la casa; de las 14 habitaciones, cinco son parte del adobe original. Permaneció en la familia Nichols durante 65 años.

## Designación
En 1954, las Hijas Nativas del Oeste Dorado declararon la casa Alvarado como un hito histórico. El sitio se agregó al Registro Nacional de Lugares Históricos en 1978. Aunque designado como sitio histórico, la edificación sigue siendo una sitio privado y no está abierto al público. 